# Maisod
Maisod est une commune française située dans le département du Jura, dans la région culturelle et historique de Franche-Comté et la région administrative Bourgogne-Franche-Comté.

## Géographie
Situé en moyenne montagne, sur le plateau qui domine la vallée de l'Ain, à 6 km de Moirans-en-Montagne, Maisod est un petit village agricole qui fait partie du parc naturel régional du Haut-Jura. Il connaît aujourd'hui un notable développement touristique avec le lac de Vouglans dont les berges ont été aménagées, à quelques kilomètres du village, en centre de loisirs avec plage, village de vacances et port de plaisance pour voiliers et petits bateaux à moteur. C'est également un site fréquenté par les pêcheurs à pied ou en barque.

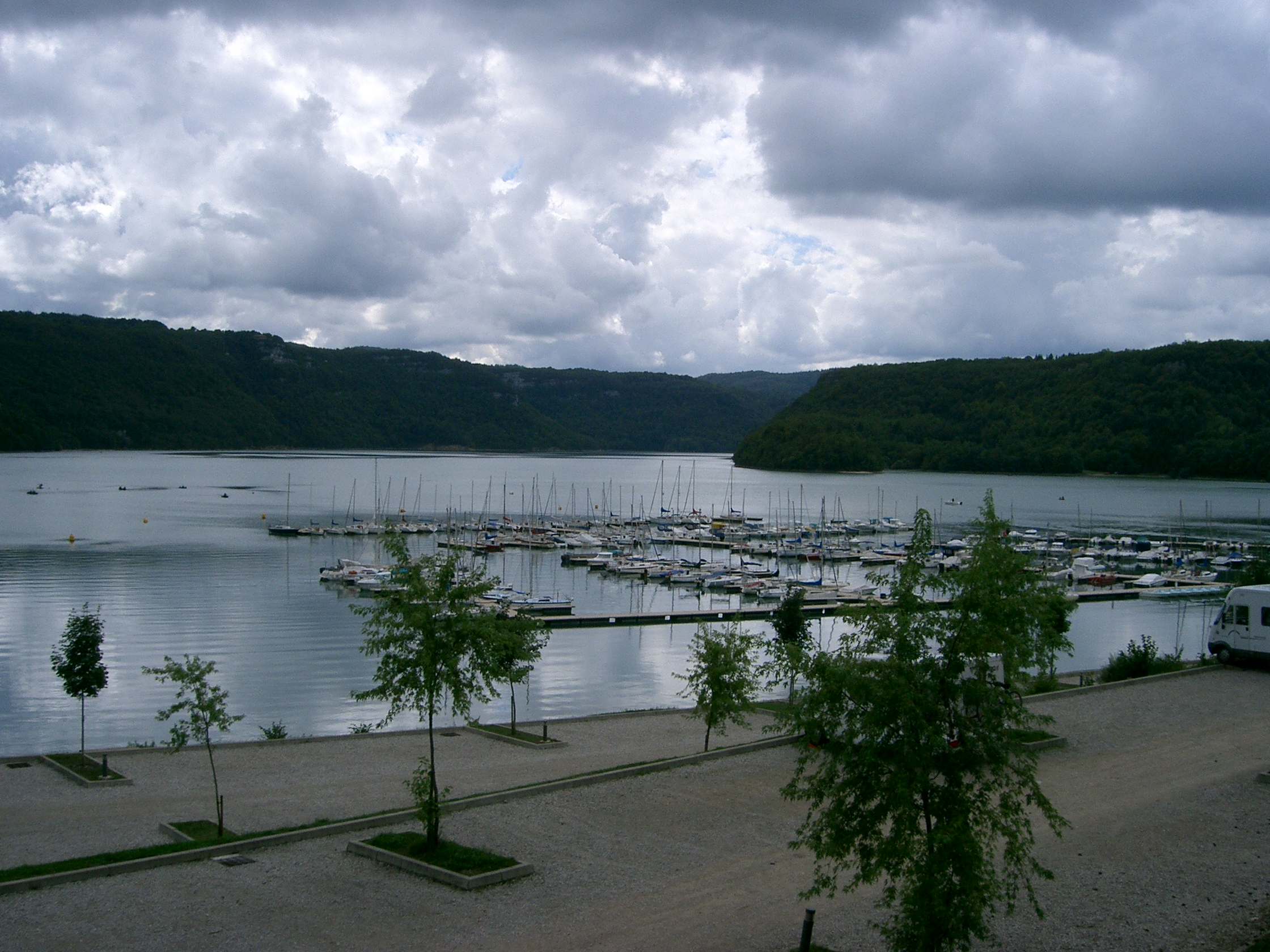
Maisod - base nautique du lac de Vouglans

### Climat
Pour des articles plus généraux, voir Climat de la Bourgogne-Franche-Comté et Climat du département du Jura.
En 2010, le climat de la commune est de type climat de montagne, selon une étude du Centre national de la recherche scientifique s'appuyant sur une série de données couvrant la période 1971-2000. En 2020, Météo-France publie une typologie des climats de la France métropolitaine dans laquelle la commune est dans une zone de transition entre le climat semi-continental et le climat de montagne et est dans la région climatique  Jura, caractérisée par une forte pluviométrie en toutes saisons (1 000 à 1 500 mm/an), des hivers rigoureux et un ensoleillement médiocre. 
Pour la période 1971-2000, la température annuelle moyenne est de 9,9 °C, avec une amplitude thermique annuelle de 17,3 °C. Le cumul annuel moyen de précipitations est de 1 558 mm, avec 13 jours de précipitations en janvier et 9,5 jours en juillet. Pour la période 1991-2020, la température moyenne annuelle observée sur la station météorologique de Météo-France la plus proche, « Orgelet », sur la commune d'Orgelet à 8 km à vol d'oiseau, est de 11,0 °C et le cumul annuel moyen de précipitations est de 1 411,6 mm. 
La température maximale relevée sur cette station est de 40 °C, atteinte le 31 juillet 2020 ; la température minimale est de −18 °C, atteinte le 5 février 2012,,. 
Les paramètres climatiques de la commune ont été estimés pour le milieu du siècle (2041-2070) selon différents scénarios d'émission de gaz à effet de serre à partir des nouvelles projections climatiques de référence DRIAS-2020. Ils sont consultables sur un site dédié publié par Météo-France en novembre 2022.

## Urbanisme

### Typologie
Au 1er janvier 2024, Maisod est catégorisée commune rurale à habitat dispersé, selon la nouvelle grille communale de densité à sept niveaux définie par l'Insee en 2022.
Elle est située hors unité urbaine et hors attraction des villes,.
La commune, bordée par un plan d’eau intérieur d’une superficie supérieure à 1 000 hectares, le lac de Vouglans, est également une commune littorale au sens de la loi du 3 janvier 1986, dite loi littoral. Des dispositions spécifiques d’urbanisme s’y appliquent dès lors afin de préserver les espaces naturels, les sites, les paysages et l’équilibre écologique du littoral, tel le principe d'inconstructibilité, en dehors des espaces urbanisés, sur la bande littorale des 100 mètres, ou plus si le plan local d’urbanisme le prévoit.

### Occupation des sols
L'occupation des sols de la commune, telle qu'elle ressort de la base de données européenne d’occupation biophysique des sols Corine Land Cover (CLC), est marquée par l'importance des forêts et milieux semi-naturels (64,5 % en 2018), en diminution par rapport à 1990 (67,2 %). La répartition détaillée en 2018 est la suivante : 
forêts (42,3 %), eaux continentales (27,3 %), milieux à végétation arbustive et/ou herbacée (22,2 %), zones urbanisées (6,3 %), zones agricoles hétérogènes (2 %). L'évolution de l’occupation des sols de la commune et de ses infrastructures peut être observée sur les différentes représentations cartographiques du territoire : la carte de Cassini (XVIIIe siècle), la carte d'état-major (1820-1866) et les cartes ou photos aériennes de l'IGN pour la période actuelle (1950 à aujourd'hui).

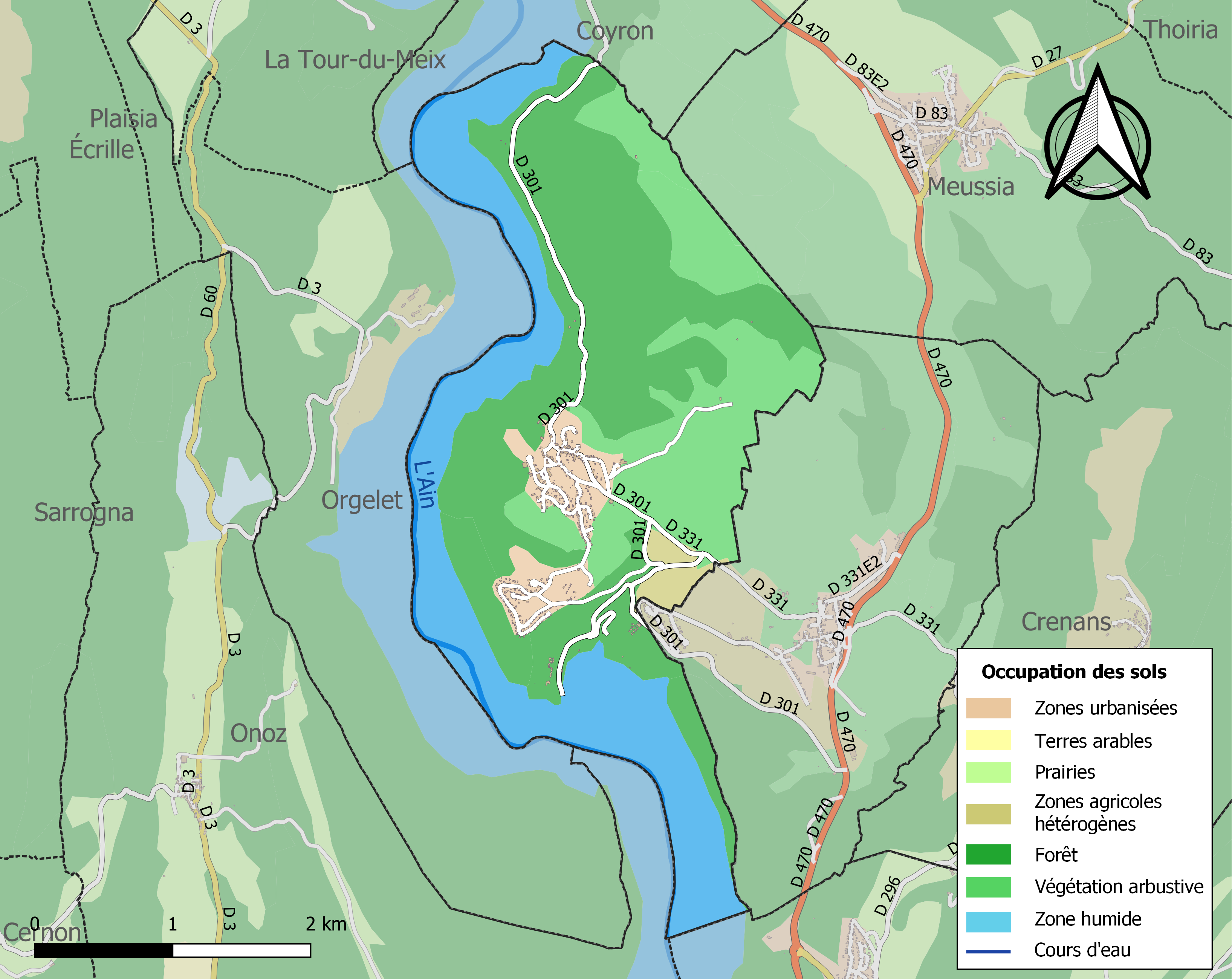
Carte des infrastructures et de l'occupation des sols de la commune en 2018 (CLC).

## Histoire
L'occupation à l'époque préhistorique est attestée par des fouilles et la présence romaine y est vraisemblable. Les traces historiques apparaissent avec le Moyen Âge : le village et le château médiéval sont détruits par les armées de Louis XI en 1477 lors de la guerre de succession de Bourgogne. Un nouveau château de petite taille est rebâti en 1565 : il est incendié et remanié au cours des siècles comme en 1865 par l'adjonction d'une tourelle ronde à l'initiative de la famille de Champvans. C'est aujourd'hui une propriété privée. 
Le poète Lamartine a séjourné dans le château de Maisod durant les Cent-Jours en 1815.
Le hameau de Brillat est englouti par les eaux lors de la construction du lac de Vouglans en 1968.

## Politique et administration
| Période   | Période  | Identité      | Étiquette | Qualité |
| --------- | -------- | ------------- | --------- | ------- |
| mars 2001 | En cours | Michel Blaser | DVD       | Cadre   |

## Démographie
L'évolution du nombre d'habitants est connue à travers les recensements de la population effectués dans la commune depuis 1793. Pour les communes de moins de 10 000 habitants, une enquête de recensement portant sur toute la population est réalisée tous les cinq ans, les populations de référence des années intermédiaires étant quant à elles estimées par interpolation ou extrapolation. Pour la commune, le premier recensement exhaustif entrant dans le cadre du nouveau dispositif a été réalisé en 2008.

En 2022, la commune comptait 325 habitants, en évolution de −0,91 % par rapport à 2016 (Jura : −0,81 %, France hors Mayotte : +2,11 %).
| 1793 | 1800 | 1806 | 1821 | 1831 | 1836 | 1841 | 1846 | 1851 |
| ---- | ---- | ---- | ---- | ---- | ---- | ---- | ---- | ---- |
| 201  | 176  | 171  | 188  | 275  | 247  | 244  | 244  | 255  |

| 1856 | 1861 | 1866 | 1872 | 1876 | 1881 | 1886 | 1891 | 1896 |
| ---- | ---- | ---- | ---- | ---- | ---- | ---- | ---- | ---- |
| 240  | 247  | 241  | 238  | 250  | 246  | 219  | 235  | 213  |

| 1901 | 1906 | 1911 | 1921 | 1926 | 1931 | 1936 | 1946 | 1954 |
| ---- | ---- | ---- | ---- | ---- | ---- | ---- | ---- | ---- |
| 197  | 181  | 208  | 193  | 187  | 181  | 155  | 136  | 152  |

| 1962 | 1968 | 1975 | 1982 | 1990 | 1999 | 2006 | 2008 | 2013 |
| ---- | ---- | ---- | ---- | ---- | ---- | ---- | ---- | ---- |
| 125  | 122  | 133  | 162  | 203  | 271  | 306  | 316  | 336  |

| 2018 | 2022 | - | - | - | - | - | - | - |
| ---- | ---- | - | - | - | - | - | - | - |
| 329  | 325  | - | - | - | - | - | - | - |

## Culture locale et patrimoine

### Lieux et monuments

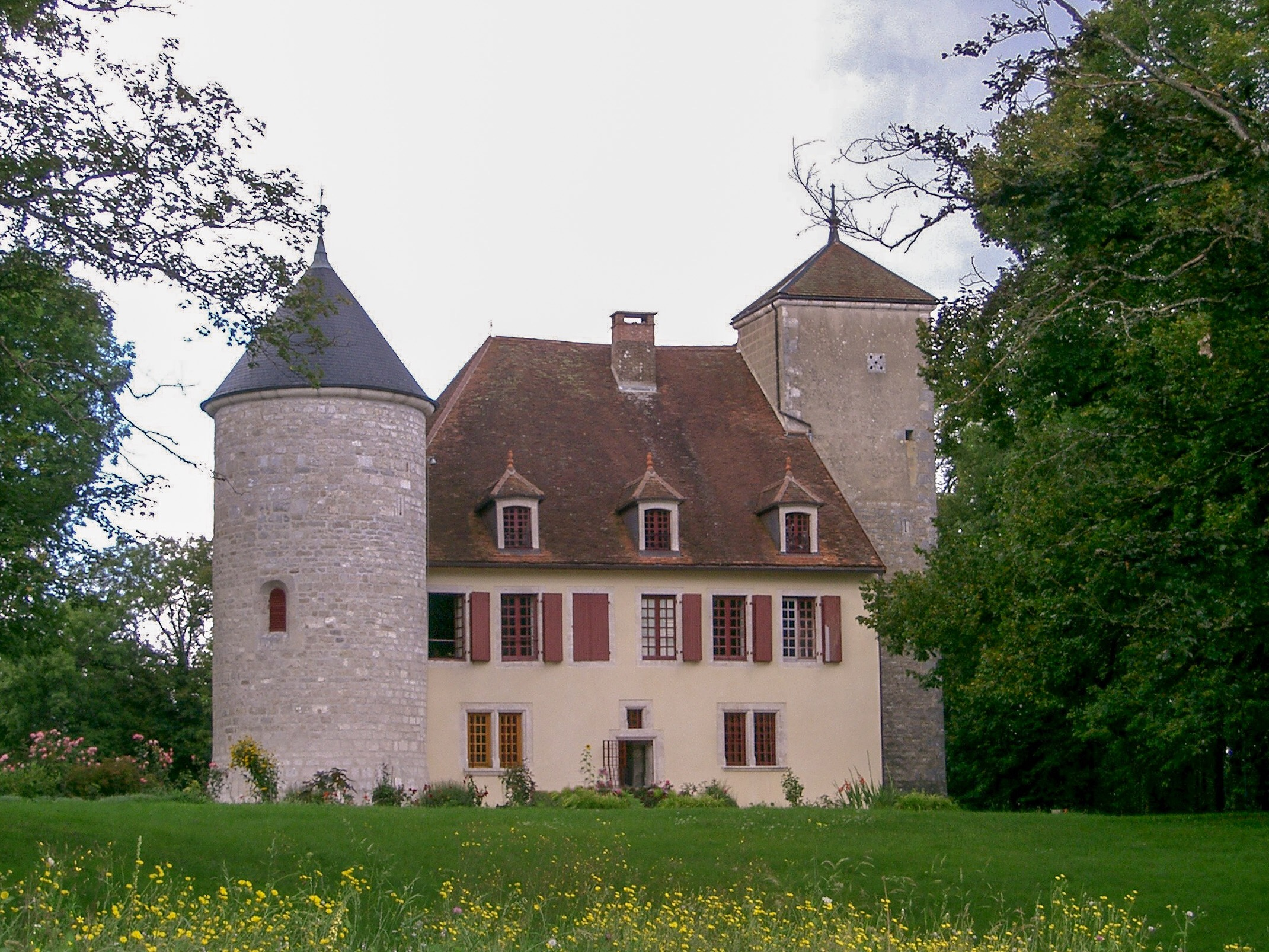
Château de Maisod

- Château du XVIe siècle (remanié) où a séjourné Lamartine durant les Cent-Jours en 1815 ;
- Plage de la Mercantine.

### Personnalités liées à la commune
- Jacques-Antoine de Maisod
- Alphonse de Lamartine

### Héraldique

Armes de la famille de Maisod.

La famille de Maisod (olim Maizod) portait pour armes : « De gueules à deux épées d'argent, passées en sautoir ».